# 페네르바흐체 SK

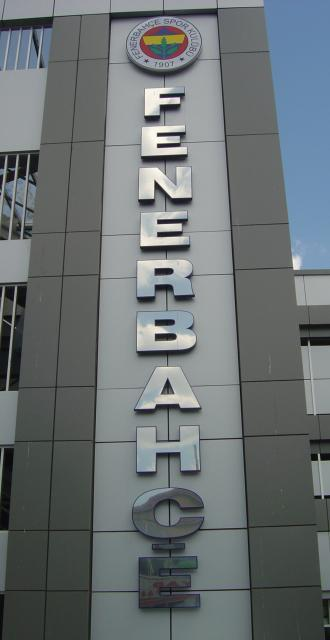

페네르바흐체 스포르 쿨뤼뷔(튀르키예어: Fenerbahçe Spor Kulübü, 페네르바흐체 스포츠 클럽)는 튀르키예 이스탄불을 연고로 하는 스포츠 클럽이다. 페네르바흐체는 이스탄불의 페네르바흐체 구역에 연고를 두고 있다. 이 구역의 이름과 스포츠 클럽은 그 지역에 위치한 등대에서 그 유래를 찾는다('페네르'는 터키어로 등대를 의미하며, '바흐체'는 정원을 의미). 축구팀이 가장 유명하지만, 농구, 배구, 권투, 수영, 탁구등에도 팀을 운영한다.

## 팀 목록
- 페네르바흐체 SK (축구)
- 페네르바흐체 (농구)
- 페네르바흐체 (여자 농구)
- 페네르바흐체 (배구)
- 페네르바흐체 (여자 배구)
- 페네르바흐체 (탁구)
- 페네르바흐체 (육상)
- 페네르바흐체 (권투)
- 페네르바흐체 (수영)
- 페네르바흐체 (조정)
- 페네르바흐체 (세일링)